# Mensura (district)
Pour l’article homonyme, voir Mensura.
Mensura est un district de la région Gash-Barka de l'Érythrée. La principale ville et capitale de ce district est Mensura. 